# 平良広
平 良広（たいら の よしひろ、旧字体：平󠄁 良廣）は、平安時代前期の人物。良弘とも呼ばれる。土佐国の宇賀氏の祖と伝わる。

## 概要
仁明朝の承和2年5月6日、桓武天皇第三皇子葛原親王の子、高望王（京都右京）の四男または六男として生まれる。兄に国香・良兼・良将（平将門の父）が、弟に良繇・良文・良茂・良正がいる。
父・高望は上総介として、国香・良兼・良将など三人の息子を引き連れて関東に根を張るが、四男の良広は姻戚関係にあった紀家が絡んだ応天門の変に連座して紀夏井と共に土佐に流された。
その後も土佐に留まり、そのまま生涯を終えたと伝わる。

## 略歴
- 斉衡3年（856年、良広22歳） - 紀久米子（当時21歳）と結婚。
- 天安2年（858年、良広24歳） - 長子誕生。
- 貞観2年（860年、良広26歳） - 次子誕生。
- 貞観3年（861年、良広27歳） - 父高望王（当時56歳）、清和天皇の勅命で平朝臣姓を賜る。
- 貞観8年（866年、良広32歳） - 3月末の大極殿前応天門炎上が伴大納言一味の放火であるとされ、「縁座の法」により、紀秋城の異母兄、紀夏井朝臣と共に土佐に流される。京都には、妻の紀久米子と長男（8歳）次男（6歳）長女菊姫の4人を残す。
- 貞観10年（868年、良広34歳） - 佐古（現、高知県香南市野市町佐古）にて、紀夏井の旅愁を慰めるために呼んだ、琴の名手で美貌類いまれなる巫女、物部紗和比女（当時18歳）と出会う。
- 貞観13年（871年、良広37歳） - 物部紗和と結婚。
- 貞観14年（872年、良広38歳） - 木津賀の伊勢宮から外宮稲霊を迎えて長浜宇賀谷に宇賀神社を創建。
- 貞観17年（875年、良広41歳） - 正六位を宇賀神に授く（清和上皇崩御）。
- 元慶3年（879年、良広45歳） - 9月、宇賀神に従五位を授く。
- 元慶4年（880年、良広46歳） - 物部紗和との間に長子誕生（平太郎正勝）。
- 元慶8年（884年、良広50歳） - 次男誕生（平光右衛門）。
- 仁和2年（886年、良広52歳） - 土佐妻の紗和、溺死（36歳にて没）。京都の本妻久米子も服毒自殺（51歳にて没）。
- 延喜3年（903年、良広69歳） - 宇賀社神人職を長男の太郎正勝が世襲。
- 延喜10年（910年、良広76歳） - 3代目神人職を次男の光右衛門が継ぐ（当時26歳）。4代目神人職を三男の平庄右衛門が継ぐとともに、国司より惣蔵官に任じられる。5代目神人職並びに惣蔵官を、四男の平左右衛門（宇賀左右衛門）が継ぐ。宇賀氏祖。
- 延長6年（928年、良広94歳） - 10月20日、没す（二年後、紀貫之が国司として赴任）。